# Liste der Städte in Delaware

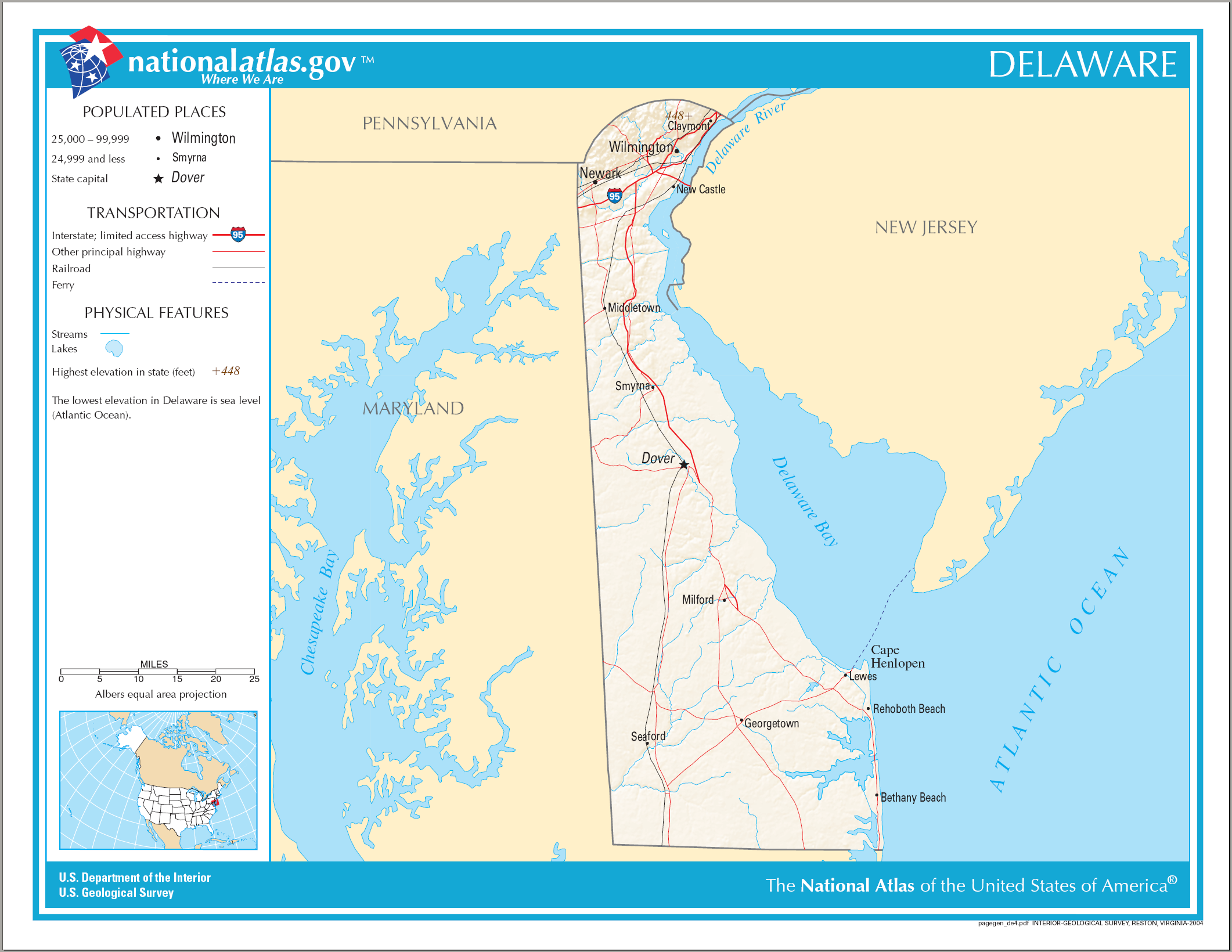
Karte von Delaware

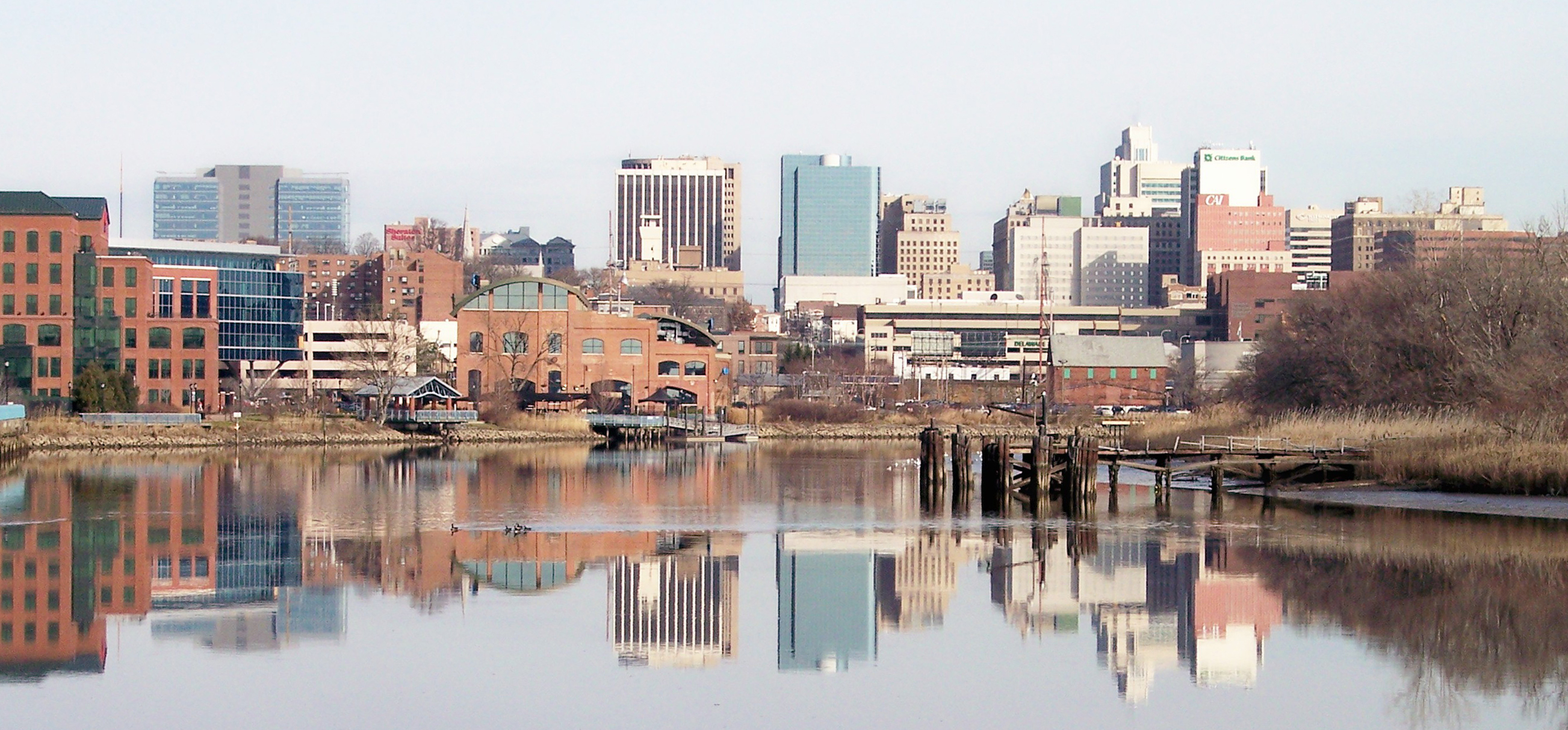
Wilmington

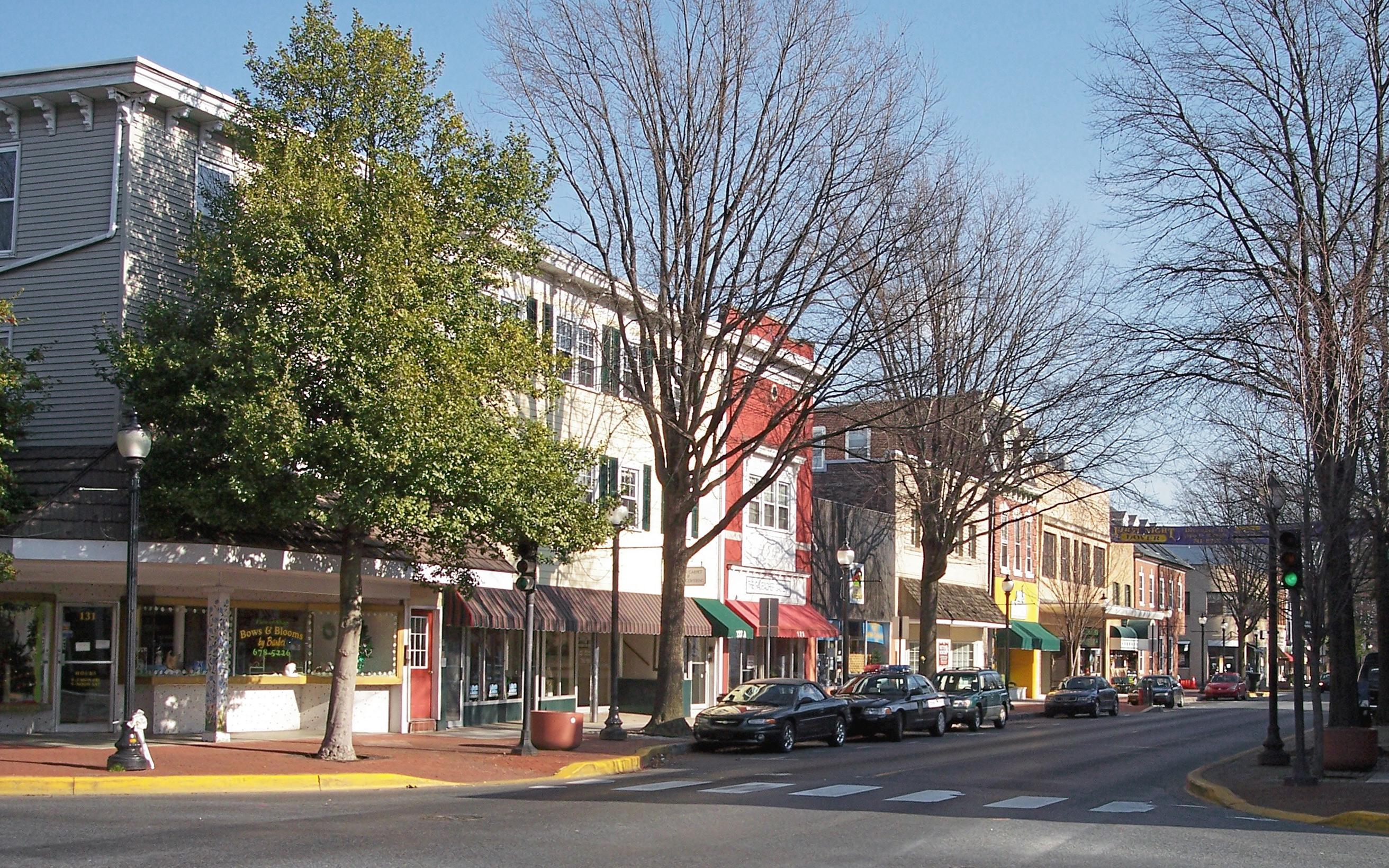
Dover, die Hauptstadt von Delaware

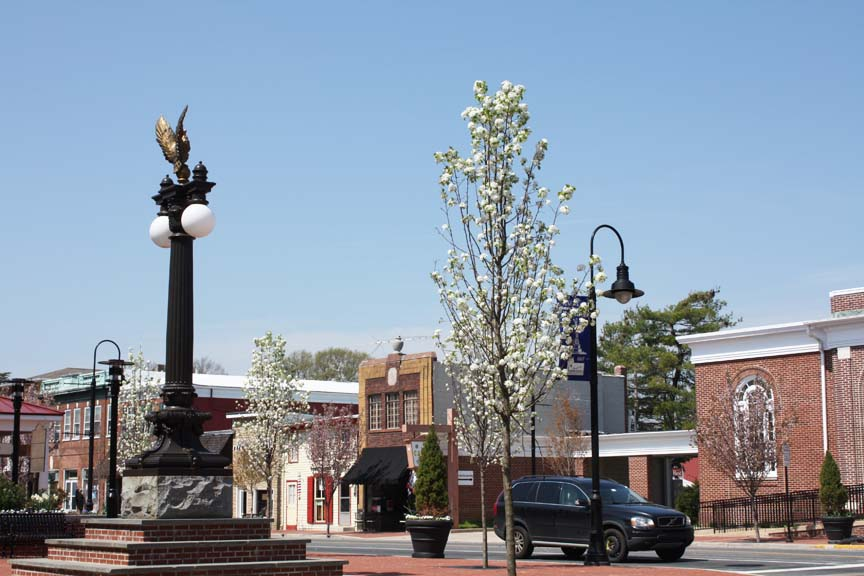
Middletown

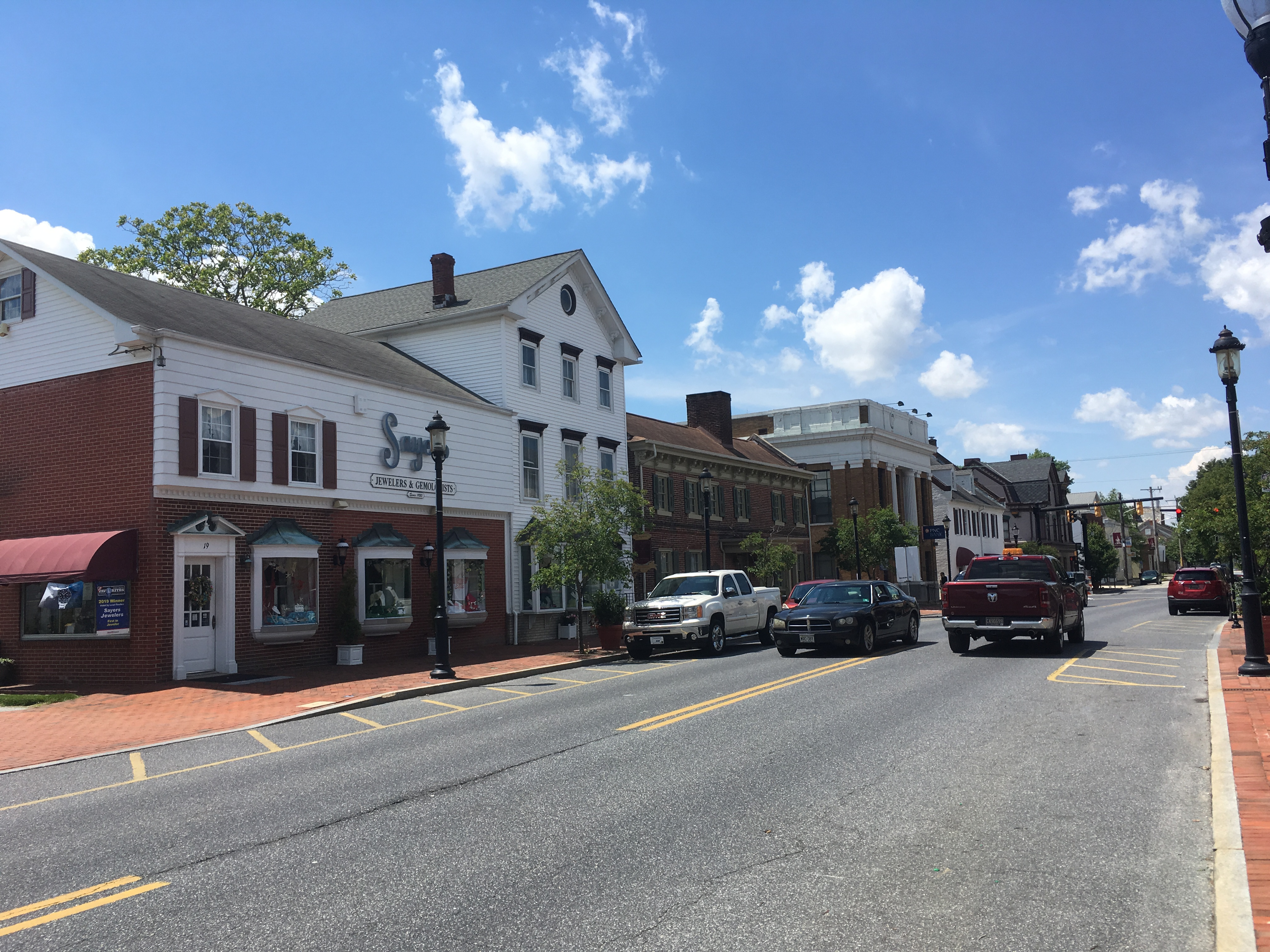
Smyrna

Die folgende Liste zeigt alle Kommunen und Siedlungen im US-Bundesstaat Delaware. Sie enthält sowohl Citys, Towns und Villages als auch Census-designated places (CDP).
Die obere Tabelle enthält die Siedlungen, die bei der Volkszählung im Jahr 2020 mehr als 5.000 Einwohner hatten. Ebenfalls aufgeführt sind die Daten der vorherigen Volkszählung im Jahr 2000 und 2010. Die Rangfolge entspricht den Zahlen von 2020.
| Rang (2020) | Ort               | Einwohner 2020 | Einwohner 2010 | Einwohner 2000 | Typ  | County(s)  |
| ----------- | ----------------- | -------------- | -------------- | -------------- | ---- | ---------- |
| 1           | Wilmington        | 70.898         | 70.941         | 72.561         | City | New Castle |
| 2           | Dover             | 39.403         | 35.795         | 32.269         | City | Kent       |
| 3           | Newark            | 30.601         | 31.776         | 29.357         | City | New Castle |
| 4           | Middletown        | 23.192         | 18.871         | 6.737          | Town | New Castle |
| 5           | Bear              | 23.060         | 19.371         | 17.593         | CDP  | New Castle |
| 6           | Glasgow           | 15.288         | 14.303         | 12.840         | CDP  | New Castle |
| 7           | Brookside         | 14.974         | 14.353         | 14.806         | CDP  | New Castle |
| 8           | Hockessin         | 13.478         | 13.527         | 12.902         | CDP  | New Castle |
| 9           | Smyrna            | 12.883         | 10.023         | 5.843          | Town | Kent       |
| 10          | Pike Creek Valley | 11.692         | 11.217         | -              | CDP  | New Castle |
| 11          | Milford           | 11.190         | 9.559          | 7.001          | City | Kent       |
| 12          | Claymont          | 9.895          | 8.253          | 9.220          | CDP  | New Castle |
| 13          | Wilmington Manor  | 8.162          | 7.889          | 8.262          | CDP  | New Castle |
| 14          | North Star        | 8.056          | 7.980          | 8.277          | CDP  | New Castle |
| 15          | Seaford           | 7.957          | 6.892          | 7.073          | City | Sussex     |
| 16          | Pike Creek        | 7.808          | 7.898          | 7.757          | CDP  | New Castle |
| 17          | Georgetown        | 7.134          | 6.422          | 4.779          | Town | Sussex     |
| 18          | Millsboro         | 6.863          | 6.863          | 2.467          | Town | Sussex     |
| 19          | Edgemoor          | 6.635          | 5.677          | 5.992          | CDP  | New Castle |
| 20          | Elsmere           | 6.229          | 6.131          | 5.800          | Town | New Castle |
| 21          | New Castle        | 5.551          | 5.285          | 4.978          | City | New Castle |

Weitere Siedlungen in Delaware in alphabetischer Reihenfolge:
| - Arden - Ardencroft - Ardentown - Bellefonte - Bethany Beach - Bethel - Blades - Bowers Beach - Bridgeville - Camden - Cheswold - Christiana - Clayton - Collins Park - Dagsboro - Delaware City | - Delmar - Dewey Beach - Ellendale - Farmington - Felton - Fenwick Island - Frankford - Frederica - Greenville - Greenwood - Harrington - Hartly - Henlopen Acres - Highland Acres - Houston - Kent Acres | - Kenton - Laurel - Leipsic - Lewes - Little Creek - Long Neck - Magnolia - Millville - Milton - Minquadale - Montchanin - Newpark - Newport - Ocean View - Odessa - Ogletown | - Rehoboth Beach - Rising Sun-Lebanon - Riverview - Rockland - Rodney Village - Selbyville - Slaughter Beach - South Bethany - Stanton - Talleyville - Townsend - Viola - Woodside - Woodside East - Wyoming |